# مواد شیمیایی گیاهی

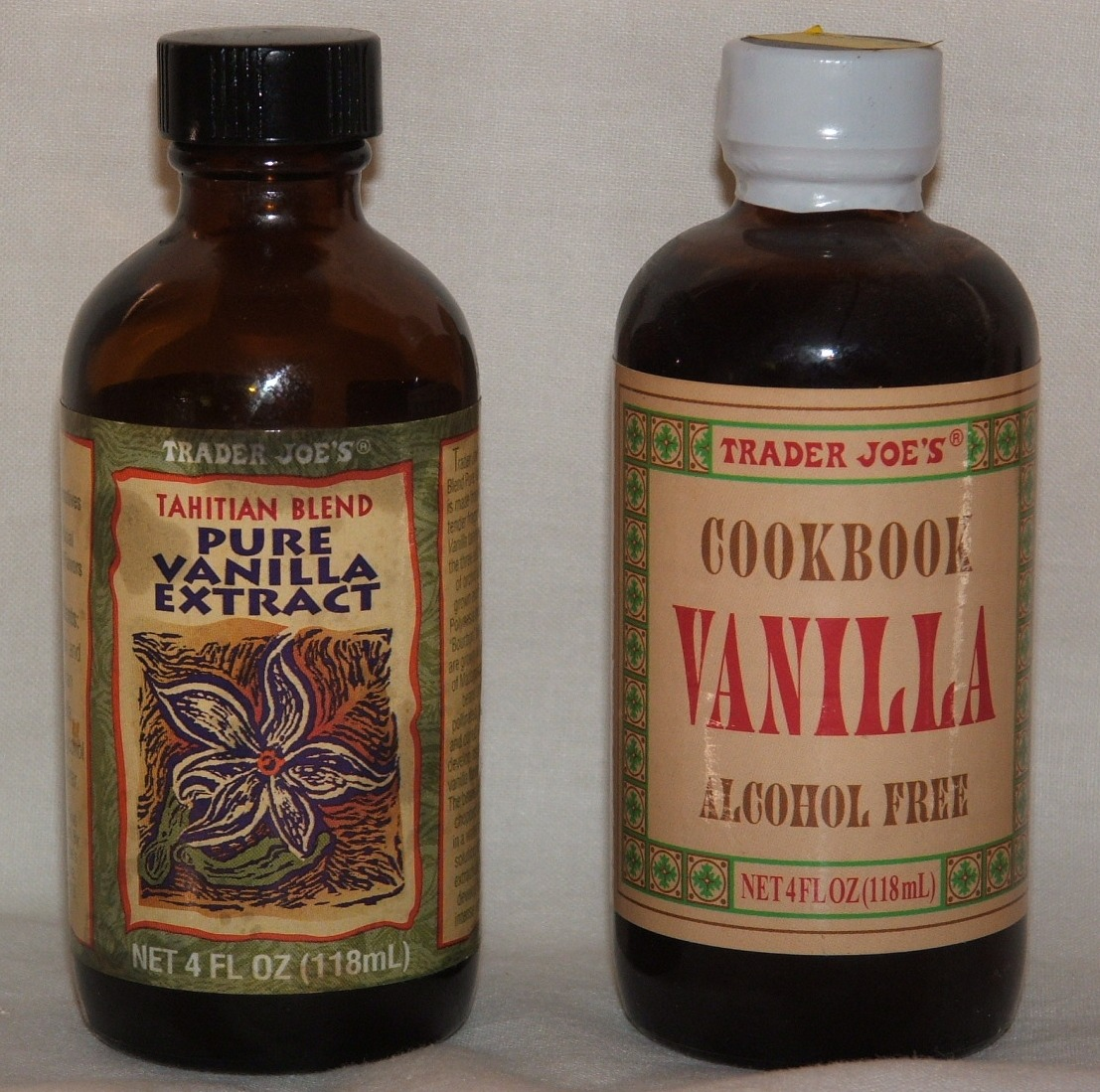
مواد شیمیایی گیاهی

مواد شیمیایی گیاهی، مواد مؤثره در گیاهان دارویی، فیتوکمیکال‌ها یا گیامغذی (برگرفته از واژه phyto به معنای «گیاه» در زبان یونانی) ترکیب‌های شیمیایی هستند که به‌طور طبیعی در گیاهان به وجود می‌آیند و معمولاً اشاره به ترکیباتی دارند که بیشتر اثرات پزشکی دارند تا تغذیه‌ای. برخی از این مواد عامل پدید آمدن رنگ و دیگر ویژگی‌های ارگانولپتیک، همانند رنگ تند بعضی میوه‌ها یا بوی سیر، هستند. فیتوکمیکال‌هایی چون کاروتنوئیدها یا زردینه‌ها از اهمیت زیستی بالایی برخوردارند، اگرچه شاید ارزش غذایی بالایی نداشته باشند. شمار فیتوکمیکال‌ها در طبیعت ممکن است بیشتر از ۴٬۰۰۰ نوع مختلف باشد.
مواد مؤثره گیاهان دارویی شامل ترکیب‌های پیچیده شیمیایی هستند که در اندام‌های مختلف گیاهان دارویی تولید و ذخیره می‌شوند و معمولاً به عنوان مواد اولیه داروسازی مورد استفاده قرار می‌گیرند.

## مواد مؤثره گیاهان دارویی
پس از انجام یک سلسله تبدیل تکنولوژیک که گیاه دارویی را به داروی گیاهی مبدل می‌سازد، این دارو دارای مواد مختلفی است که اکثر آن‌ها روی بدن انسان تأثیر می‌گذارند. رشته‌ای که به بررسی این مواد (ساختمان و وضعیت آن‌ها در گیاه، تغییرات و سیستم تبدیل آن‌ها که در طول زندگی گیاه، تهیۀ داروهای گیاهی و سپس در طول مدت انبار شدن آن ایجاد می‌شود) می‌پردازد، فیتوشیمی (شیمی گیاهی) نامیده می‌شود. شیمی گیاهی در ارتباط تنگاتنگ با فارماکولوژی (مطالعۀ تأثیرات مواد دارویی بر بدن انسان، مکانیسم و سرعت تأثیر آن، جذب و دفع و موارد مصرف آن‌ها یعنی کاربردشان علیه بیماری) است. فارماکولوژی نیز به نوبۀ خود همکاری نزدیکی با پزشکی بالینی دارد.
مواد مؤثره گیاهان دارویی دو نوع هستند: اول مواد حاصل از سوخت و ساز اوّلیه (اساساً ساکارید) یا مواد مورد نیاز و حیاتی، که در همة گیاهان سبز با عمل فتوسنتز به وجود می‌آیند. نوع دوم مواد حاصل از سوخت و ساز ثانویه که در اثر جذب ازت توسط گیاه تولید می‌شوند. این تولیدات ظاهراً اغلب برای گیاه بدون فایده هستند، ولی بر عکس اثرات درمانی آن‌ها قابل توجه است. منظور از این ترکیبات اسانس‌های روغنی (یا اسانس طبیعی)، رزین‌ها و آلکالوئیدهای مختلف نظیر تریاک است.
عموماً این مواد در حالت طبیعی به‌طور خالص یافت نمی‌شوند و به حالت ترکیب با عناصر دیگری همراهند که به صورت مکمل اثرات آن‌ها را تقویت می‌کنند. با این حال حتی اگر گیاه دارویی فقط یک مادة فعال داشته باشد باز اثر آن روی بدن انسان مفیدتر از همان ماده در حالت به دست آمده از سنتز شیمیایی است.
این خاصیت، ارجحیت گیاه درمانی یا استفاده از داروهایی را که ریشۀ گیاهی دارند به ثبوت می‌رساند. در اینجا مادۀ مؤثره تنها یک ترکیب شیمیایی نیست، بلکه دارای تعادل فیزیولوژیک است که بدن آن را بهتر تحمّل می‌کند و اثرات جانبی نیز بر جای نمی‌گذارد که دلیل خوبی است بر ارجح بودن طب طبیعی.
در این مورد می‌توان تریاک را که شیرۀ خشک‌شدۀ گرز خشخاش است نام برد که علاوه بر تعداد زیادی از مواد مختلف، تعداد قابل توجهی از آلکالوئیدهای مهم نیز در آن موجود است. هر آلکالوئید را که از دیگر عناصر جدا کنیم، اثری کاملاً متفاوت از مجموع تریاک دارد و آثار خاص مربوط به خود را بر بدن انسان ظاهر می‌سازد (اثرات فارماکولوژیک). گیاه دیژیتال (گل انگشتانه) نیز به همین صورت است.

در حال حاضر روش‌های نوینی وجود دارند که امکان می‌دهند عناصر موجود در گیاهان کشف شوند. در مرحلۀ اول مطالعات میکروسکپی روی ساختمان آناتومی و شکل ظاهری گیاه (اطلس میکروسکپی گیاهان دارویی) انجام می‌شود. سپس روش‌های فیزیکی از قبیل میکروسوبلیماسیون که شامل گرم کردن مقادیر کم دارو و جمع‌آوری بخارهای متصاعدشده روی شیشه‌های مخصوص است که بعداً با تجزیۀ شیمیایی به جداسازی عناصر اقدام می‌شود. برخی مواد نیز از طریق نور فلورسنتی که تحت تابش یک لامپ جیوه‌ای از خود منتشر می‌کنند، مورد شناسایی قرار می‌گیرند.

و بالاخره از طریق تکنیک‌های کمّی و کیفی شیمیایی وجود برخی عناصر در گیاه بررسی می‌شود. این روش‌ها در مقاله‌های تخصصی که پاسخگوی معیارهای موجود در سطح ملی و انتظاری که از کیفیت گیاهان طبی می‌رود، مطرح می‌شود.
از نظر علم شیمی، نوع و جنس دارو به وسیله مقدار مواد موجود در گروه‌های اصلی نظیر: آلکالوئیدها، گلوکوزیدها، ساپونین‌ها، عوامل تلخ، تانن‌ها، مواد معطر، اسانس‌های روغنی و ترپن‌ها، روغن‌های چرب، گلوکوکنین، موسیلاژهای گیاهی، هورمون‌ها و مواد ضدعفونی‌کننده گیاهی که از مهم‌ترین مواد هستند بررسی می‌شود.

## آلکالوئیدها
آلکالوئیدها ترکیب‌های پیچیدۀ ازت‌دار هستند؛ و نوع بازی آن‌ها معمولاً اثرات قوی فیزیولوژیک دارد. ضمناً آن‌ها اکثراً سموم گیاهی بسیار مؤثر و دارای اثرات خاصی نیز هستند.

در طب غالباً از نوع خالص آن استفاده شده و ارزش واقعی آن تنها به دست پزشکی ماهر پدیدار می‌گردد.
آلکالوئیدها را بر حسب ترکیب‌های شیمیایی و خصوصاً ساختمان مولکولی آن‌ها در چندین دسته و گروه تقسیم‌بندی می‌کنند. در بخش تفصیلی به گیاهانی برخواهیم خورد که محتوی عناصر زیر هستند:

الف) فنیل آلانیل: کاپسائیسین در فلفل، کلشیسین در گل حسرت.

ب) آلکالوئید ایزوکینولئیک: مرفین، اتیل مرفین، کدئین، و پاپاورین که در تریاک موجود است و آلکالوئیدهای ایندولیک: ارگومترین، اِرگوتامین، ارگوتوکسین از زنگ غلات.

ج) آلکالوئیدهای کینولئیک: شاخه برگ دار سداب معمولی.

د) آلکالوئیدهای پیریدیک و پیپریدیک: ریسینین در کرچک، تری گونلین در شنبلیله، کونیل
(سم خطرناک) در شوکران کبیر.

هـ) آلکالوئیدهای مشتق از تروپان: اسکوپولامین و آتروپین در بلّادون.
و) آلکالوئیدهای استروئید: ریشة بنفشة معطر، تاج الملوک (آکونیتین به عنوان مثال).

## گلوکوزیدها
گلوکوزیدها از سوخت‌وساز ثانویهٔ گیاهان به دست می‌آیند و از دو بخش تشکیل شده‌اند. یک قسمت آن مانند گلوکز دارای قند و در اکثر موارد غیرفعال است و اثر مناسبی روی حلال بودن گلوکوزید و جذب آن و حتی انتقال آن از یک عضو به عضو دیگر دارد. اثر درمانی مربوط به قسمت دوم است که به آن اگلیکن (یا اگلوکن) گفته می‌شود. برحسب ترکیب‌های گلوکوزیدها را به چندین گروه تقسیم می‌کنند:

الف) تیوگلوکوزیدها: دارای گوگرد که به‌طور آلی به آن متصل و مثلاً به وسیلۀ تیرۀ کلمیان مشخص می‌شوند. آن‌ها به همراه یک آنزیم، میروزیناز که اثرش تجزیۀ آن‌ها به گلوکز و ایزوتیوسیانات‌های سی نه وول‌ها (خردل، دانه‌های خردل سفید یا سیاه‌دانۀ گیاه لادن) است.

ب) گلوکوزیدهای مشتق از اسید سیانیدریک متصل به یک قند تشکیل می‌شود. با تأثیر آنزیم آن‌ها تجزیه (اغلب در آب دهان انسان) و به اسید سیانیدریک آزاد که یک نوع سم است تبدیل می‌شود (بادام‌های تلخ، گل آقطی سیاه و آلو و برگ‌های گیلاس).

ج) گلوکوزیدهای آنتراکینونیک در اکثر موارد پیگمان‌های شفافی هستند که به آسانی مورد اشتباه قرار می‌گیرند. آن‌ها شش تا هشت ساعت پس از جذب اثر ملین دارند (ساقۀ زیرزمینی ریوند).
د) کاردیوگلوکوزیدها (گلوکوزیدهای دیژیتال) که موارد بسیار مهمی هستند و به مقدار کمی فعالیت قلب را تنظیم می‌کنند. بر حسب ساختمان شیمیایی آن‌ها را به کاردنولیدها: گل انگشتانه، موگه و آدونیس و بوفادینول‌ها (ریشۀ هلبور) تقسیم می‌کنند.
هـ) گلوکوزیدهای فنلیک که وابسته به گروه عناصری هستند که اثرات و در بیشتر موارد عطر خاصی نیز دارند. به همین دلیل برخی مواقع آن‌ها را در میان عناصر معطر طبقه‌بندی می‌کنند (مشتقات سالیسیلیک موجود در پوست درخت بید، ریش بز، و جوانه‌های صنوبر آربوتین و متیل آربوتین موجود در بوسرول، مورد و خزه).

## ساپونین‌ها
ساپونین‌ها در بسیاری از گیاهان دارویی وجود دارند. از نظر علم شیمی به وسیلۀ ریشۀ گلوزیدیک (گلوکز، گلکتوز) که متصل به ریشۀ اگلیکون است مشخص می‌شوند. خاصیت اصلی فیزیکی آن‌ها کاهش شدید فشار سطحی آب است.
تمام ساپونین‌ها کف زیادی دارند و از پاک‌کننده‌های عالی هستند. آن‌ها یک خاصیت دیگر نیز دارند که عبارت از توانایی همولیز کردن گلبول‌های قرمز است به این ترتیب که هموگلوبین موجود در آن‌ها را آزاد می‌سازند و این چیزی است که غیرقابل مصرف بودن برخی از آن‌ها را به علت سمی بودنشان توجیه می‌کند.

ساپونین‌ها مخاط را تحریک می‌کنند و سبب شل شدن مخاط روده می‌شوند و همراه با مصرف گیاهانی نظیر بنگ سفید، ریشة شیرین بیان و چوبک باعث افزایش ترشحات شش‌ها یا به عبارتی خلط‌آور (اکسپکتورانت) می‌شوند. از آن‌ها به عنوان مسهل و ضدعفونی‌کننده مجاری ادرار (برگ درخت زبان گنجشک، ریشۀ آنونین خاردار) نیز استفاده می‌شود. ریشۀ معروف جینسینگ که در چین، کره، مناطق خاور دور و روسیه یافت می‌شود نیز سرشار از ساپونین است.

## مواد تلخ
این مواد، تلخ مزه‌اند و ضمن تحریک اشتها ترشح شیرهٔ معده را نیز زیاد می‌کنند. فارماکولوژی، این مواد را مواد تلخ موجود در گیاهان ترپنیک می‌نامد که باعث آزاد شدن آزولن، و همچنین گلوکوزیدهایی با ساختمان‌های مختلف بیوشیمیایی می‌شوند. به عنوان مثال اولین گروه شامل عصاره‌های تلخ افسنتین و بادآورد می‌شوند. گروه دوم که بسیار معمول‌ترند، شامل عصاره گیاهان خانواده جنتیاناسا، گل گندمیان و غیره می‌شود.

## تانن‌ها
تانن‌ها دارای ترکیبات شیمیایی مختلفی هستند، خاصیتی مشترک دارند و آن این است که توانایی انعقاد آلبومین‌ها، فلزات سنگین و آلکالوئیدها را دارند. آن‌ها در آب محلول هستند و استفاده طبی از آن‌ها اساساً به سبب خاصیت قابض بودنشان است. خاصیت انعقاد آلبومین‌های مخاطی و بافتی، اثراتی از قبیل کاهش تحریکات و درد و متوقف نمودن خونریزی‌های کوچک را دارد.
جوشانده و دیگر حالت‌های داروهایی که سرشار از تانن هستند، در اکثر موارد به صورت مصارف خارجی علیه تورم حفرۀ دهانی، زکام، برونشیت، خون‌ریزی موضعی، روی سوختگی و ورم حاصل از سرمازدگی، زخم، تورّم پوستی، بواسیر و تعرق بیش از حد به کار برده می‌شوند.

در مصارف داخلی نیز در موارد زکام معده‌ای، اسهال، عفونت‌های مثانه و همچنین به عنوان آنتی دوت (پادزهر) در هنگام مسمومیت با آلکالوئیدهای گیاهی به کار می‌روند.
اسید تانیک که از پینه‌های درخت بلوط (مازو) به دست می‌آید، اغلب در داروسازی مورد استفاده بوده است و برای تهیۀ آن از پوست درخت بلوط، برگ گردو، برگ و میوۀ مورد، برگ تمشک و غیره استفاده می‌شود.

## مواد معطر
در این گروه موادی وجود دارند که به مقدار فراوان در داروهای گیاهی یافت می‌شوند و ترکیبات و اثرات آن‌ها غالباً بسیار متفاوت است. آن‌ها ممکن است همراه با مواد دیگر مؤثره در گیاه وجود داشته باشند. مشخصاً در این گروه است که می‌توانیم گلوکوزیدهای فنولیک یا مشتقات فنیل پروپان نظیر کومارین با عطر مخصوص به خود را پیدا کنیم. شاخه‌های برگ‌دار یونجه زرد و آسپرول معطر نیز سرشار از کومارین هستند.

هیدروکسی کومارین خواص دارویی نیز دارد. اسکولین که در پوست درخت شاه بلوط هندی وجود دارد، همان اثری را داراست که ویتامین P دارد. به این معنی که مقاومت عروق خونی را بالا می‌برد و بنابراین در درمان بواسیر واریس مانند (روتین) مؤثر است. علاوه بر این اشعة ماوراء بنفش را جذب می‌نماید (فیلترهای خورشیدی، کرم، محافظ). پوست گیاه ویورن نیز محتوی هیدروکسی کومارین است.

آنژلیک یا سنبل خطایی محتوی فوروکومارین است. گروه دوم مواد معطّر از تغلیظ ملکول‌های اسید استیک فعال (استوژنینها) به دست می‌آیند. فلاونوئیدها و فنولیک‌ها به این گروه وابستگی دارند که از لحاظ اثرات درمانی بسیار مهم هستند و مانند اسکولین اثر خوبی بر دیوارۀ مویرگ دارد. روتین از گیاه سداب و به مقدار بیشتر از گندم سیاه و سوفورا گرفته می‌شود.
برگ‌ها و گل‌های آلیچ و میوۀ همین درختچه از داروهایی است که در آن فلاونوئید وجود دارد و به وفور مورد مصرف قرار می‌گیرد.
یک داروی مهم دیگر چه در طب رسمی و چه در طب سنتی که علاوه بر مواد فلاونوئید مقدار زیادی از دیگر مواد نیز در آن موجود است، گل یا میوۀ آقطی سیاه است.
گل زیزفون نیز داروی خوبی است که همه آن را به خوبی می‌شناسند. در اینجا باید از شاخه‌های برگ‌دار هوفاریقون، همیشه بهار و آنته نر یاد کنیم. گیاه خار علیص که سرشار از مواد مهم گروه فلاولینان و برای درمان بیماری‌های کبد و هپاتیت‌ها مؤثر است مدتی است مورد توجه خاص و مطالعه قرار گرفته است.

مواد مؤثره شاهدانه، نفتوکینون موجود در برگ درخت گردو و ترکیبات موجود در دروزرا نیز به گروه مواد معطّر تعلق دارند.

## اسانس‌های روغنی (اسانس‌های طبیعی) و ترپن‌ها
اسانس‌های روغنی مایعات فرّار، منعکس‌کنندۀ نور، از نظر نوری فعال، شبیه روغن‌ها با عطری کاملاً اختصاصی هستند و در بسیاری از گیاهان تولیدات فرعی متابولیسم ثانوی را تشکیل می‌دهند.

در هوای گرم و آفتابی و پایدار، گیاهان بیشترین اسانس را در خود دارند و این بهترین هنگام برای چیدن آنهاست. از سوی دیگر این روغن‌ها در برخی از بافت‌ها در مرکز سلول یا در محل ذخیرۀ اسانس‌ها زیر پوشش کرکی، غده‌های کوچک یا در فضای میان سلول‌ها جمع می‌شوند. با کنترل میکروسکپی کیفیت روغن‌ها در می‌یابیم که این سلول‌ها تشکیلات خاصی دارند.
آن‌ها را از گیاهان تازه یا خشک به وسیلۀ تقطیر با بخار آب، استخراج ساده یا دیگر روش‌ها (فشار، جذب آن‌ها روی چربی‌ها در عطرسازی‌ها و غیره) می‌گیرند.

از دیدگاه شیمیایی ترکیبات بسیار پیچیده‌ای هستند. در پزشکی اغلب از موادی که از اسانس‌های روغنی گرفته می‌شود (از قبیل نعناع، کافور) استفاده می‌گردد.

مصرف دارویی اسانس‌های روغنی بر اساس خواص فیزیولوژیکی آن‌ها مانند مزه، اثر محرکۀ آن‌ها رو ی پوست و مخاط، خاصیت ضدعفونی‌کننده و ضدباکتری بودن آن‌ها استوار است. اسانس انیسون، زیره و غیره اغلب به عنوان خلط‌آور (اکسپکتورانت) به کار می‌رود؛ زیرا آن‌ها از طریق ریه دفع می‌شوند و بنابراین مستقیماً مجری تنفسی را ضدعفونی و مخاط را آزاد می‌کنند. از دیگر موارد استفاده از آن‌ها می‌توان از غرغره، بخور و قطره‌های بینی نام برد. جذب آن‌ها برای هضم غذا مفید است و از آن‌ها برای تقویت معده، دفع صفرا و دافع باد نیز استفاده می‌شود. اکثر گیاهان اسانس‌دار به عنوان گیاهان معطر مورد استفاده قرار می‌گیرند (زیره، رازیانه، انیسون، مرزنگوش، سوسن بری، آویشن، پونه).

از اثر تحریک‌آمیز اسانس‌ها برای مصرف خارجی علیه روماتیسم استفاده می‌شود. مرهم‌ها یا محتوی موادی هستند که از اسانس‌ها استخراج می‌شود (نظیر مانتول، کافور) یا حاوی خود اسانس‌ها (نظیر اسانس نعناع، اکلیل کوهی، اسطوخودوس و تربانتین) و در اکثر موارد مخلوطی از همۀ این مواد هستند.

اسانس‌های طبیعی باید همانند گیاهانی که دارای آن‌ها هستند، در ظروف کاملاً بسته و دور از نور نگهداری شوند. آن‌ها در نور و در معرض هوا بسیار سریع اکسیده، پلیمریزه و به رزین تبدیل شده عطر و خواص خود را از دست می‌دهند.
از بین اسانس‌های طبیعی فراوانی که در داروهای مختلف وجود دارند، اسانس چند گیاه را نام می‌بریم: اسانس بادرنجبویه، رازیانه، اسطوخودوس، نعناع، و مانتول که از آن گرفته می‌شود، اسانس پونه و تیمول گرفته شده از آن و نیز کارواکرول مشتق از آن که ضدعفونی‌کنندۀ بسیار خوبی است.

اسانس‌های روغنی خصوصاً از ترپن تشکیل شده‌اند که ماده‌ای فرّار و غالباً آمیخته به مواد دیگر است. بارهنگ نیز مقدار زیادی ترپن در خود دارد.

## روغن‌های چرب
منظور از روغن‌های چرب، روغن‌های گیاهی است که در حرارت محیط به صورت مایع هستند و در سرما منجمد می‌شوند. غیر محلول در آب بوده، امّا در حلّال‌های آلی نظیر کلروفرم، آستون محلول هستند. از بین روغن‌های خشک‌شونده، روغن زیتون و بادام و از میان روغن‌های نیمه‌خشک‌شونده روغن آراشید، آفتاب گردان و کولزا را می‌توان نام برد. روغن کتان و روغن کوکنار و روغن کرچک مسهل‌های قوی هستند. مصرف روغن‌های چرب بسیار رایج است و از آن‌ها برای ساخت داروها و مواد صنعتی و غذایی استفاده می‌کنند.

## گلوکینین‌ها (انسولین‌های گیاهی)
گلوکینین‌ها هستند که روی گلیسمی اثر می‌گذارند. آن‌ها را انسولین‌های گیاهی نیز می‌نامند، و در گیاهان ذیل موجودند: غلاف میوۀ لوبیا، سرشاخۀ گالگا و برگ‌های مورد. این گیاهان در ترکیب جوشانده‌هایی که به عنوان ضد دیابت مصرف می‌شوند و همچنین در درمان‌های جنبی دیابت به کار می‌روند.

## موسیلاژها یا لعاب‌ها
موسیلاژها یا لعاب‌ها مخلوط‌های آمورف (بی‌شکل) پلی‌ساکارید هستند که همراه آب مادۀ چسبناک و لزجی را به وجود می‌آورند. این مواد لزج در آب سرد باد می‌کنند و مادۀ ژله‌ای تشکیل می‌دهند و در آب گرم حل شده محلول‌های کلوئیدی می‌سازند که در صورت سرد شدن دوباره به حالت ژله در می‌آیند. این مواد در گیاهان به علت قدرت بالای جذب آبشان نقش مخزن را بازی می‌کنند. در جوشانده‌ها و دم‌کرده‌ها این مواد برای کاهش تحریک فیزیکی یا شیمیایی مؤثرند. آن‌ها برای تورّم مخاط مفید بوده خصوصاً برای درمان تورّم‌های مجاری تنفسی و معده مناسبند. در عین حال درد کوفتگی را تخفیف داده پوست را در صورت مصرف ضماد آن نرم می‌کنند؛ و با کاهش حرکات دودی روده و کمک به عمل جذب، روی اسهال نیز مؤثر واقع می‌شوند. از آن‌ها به عنوان مواد روغن‌دار (کاراگنات که از جلبک‌های دریایی استخراج می‌شود) نیز فراوان استفاده می‌شود.

گیاهان لعاب‌دار خواه به تنهایی و خواه به صورت مخلوط در جوشانده‌ها مصرف می‌شوند. از بین آن‌ها می‌توان نوعی خزه، برگ، گل و ریشۀ ختمی، گل و برگ پنیرک، برگ و گل گیاه پای خر، دانۀ شنبلیله، دانه کتان و غیره را نام برد.
پکتین‌ها نیز در این گروه تقسیم‌بندی شده‌اند. منظور پلی ساکاریدها نیز هستند که مثل لعاب‌ها تشکیل مادۀ ژله مانند می‌دهند. پکتین‌ها در بسیاری از میوه‌ها وجود دارند و در آب میوه‌ها و سبزیجات از قبیل آب سیب، چغندر، و هویج به فراوانی یافت می‌شود. پکتین‌ها در درمان گیاهی و درمان اسهال به کار می‌روند.

## هورمون‌های گیاهی
این مواد ترکیب‌های شیمیایی بسیار پیچیده‌ای دارند و در اکثر موارد نوعی بیوکاتالیزور محسوب می‌شوند و روی رشد و مبادلات متابولیک (محرک حیاتی) اثر می‌گذارند. آن‌ها را می‌توان در گیاهانی از قبیل رازک، بادرنجبویه، مریم گلی، درخت پستانک، خطمی، کیسه کشیش، یولاف و هویج پیدا کرد.

## ضد عفونی‌کننده‌های گیاهی
منظور مواد آنتی‌بیوتیکی است که از گیاهان عالی به دست می‌آیند و دارای طیف وسیع ضد میکروبی هستند. آن‌ها بسیار ناپایدار و فرّارند و حتی از طریق بخور نیز بر مجاری تنفسی تأثیر می‌گذارند. این مواد در سیر، پیاز، خردل، ریشة خردل، آقطی سیاه، ارس، کاج، بارهنگ و غیره موجود هستند. 